# Persée et Andromède (Titien)
Pour les articles homonymes, voir Persée et Andromède.
Persée et Andromède est une peinture réalisée par l'artiste italien de la Renaissance Titien, et conservé à la Wallace Collection de Londres. Il a été peint en 1554-1556 dans le cadre d'une série de peintures mythologiques appelées « poesie » (poésies) destinées au roi Philippe II d'Espagne. Les peintures ont tiré leurs sujets des Métamorphoses du poète romain Ovide (ici le Livre IV, lignes 663–752), et toutes comportaient des nus féminins.

## Description
La peinture est à l'huile sur toile et mesure 175 × 189,5 cm. Il s'agissait probablement d'une toile déjà décrite comme « endommagée » en 1605, et qui a subi des dommages ultérieurs, en plus d'avoir été apparemment découpée sur tous les côtés. Les techniques d'imagerie scientifique montrent un nombre inhabituellement élevé de changements au fur et à mesure que la composition évoluait.
Le tableau montre le héros de la mythologie grecque Persée volant dans les airs au combat pour tuer le monstre marin qui est venu tuer Andromède, qui a été enchaînée à une falaise au bord de la mer pour être livrée au monstre. Persée a déjà attaqué et blessé le monstre à l'épaule.
La peinture a beaucoup voyagé ; peinte à Venise, elle fut livrée dans la Belgique moderne, puis passa en Espagne, en Italie, en Angleterre, en France avant de retourner en Angleterre.

## Sujet

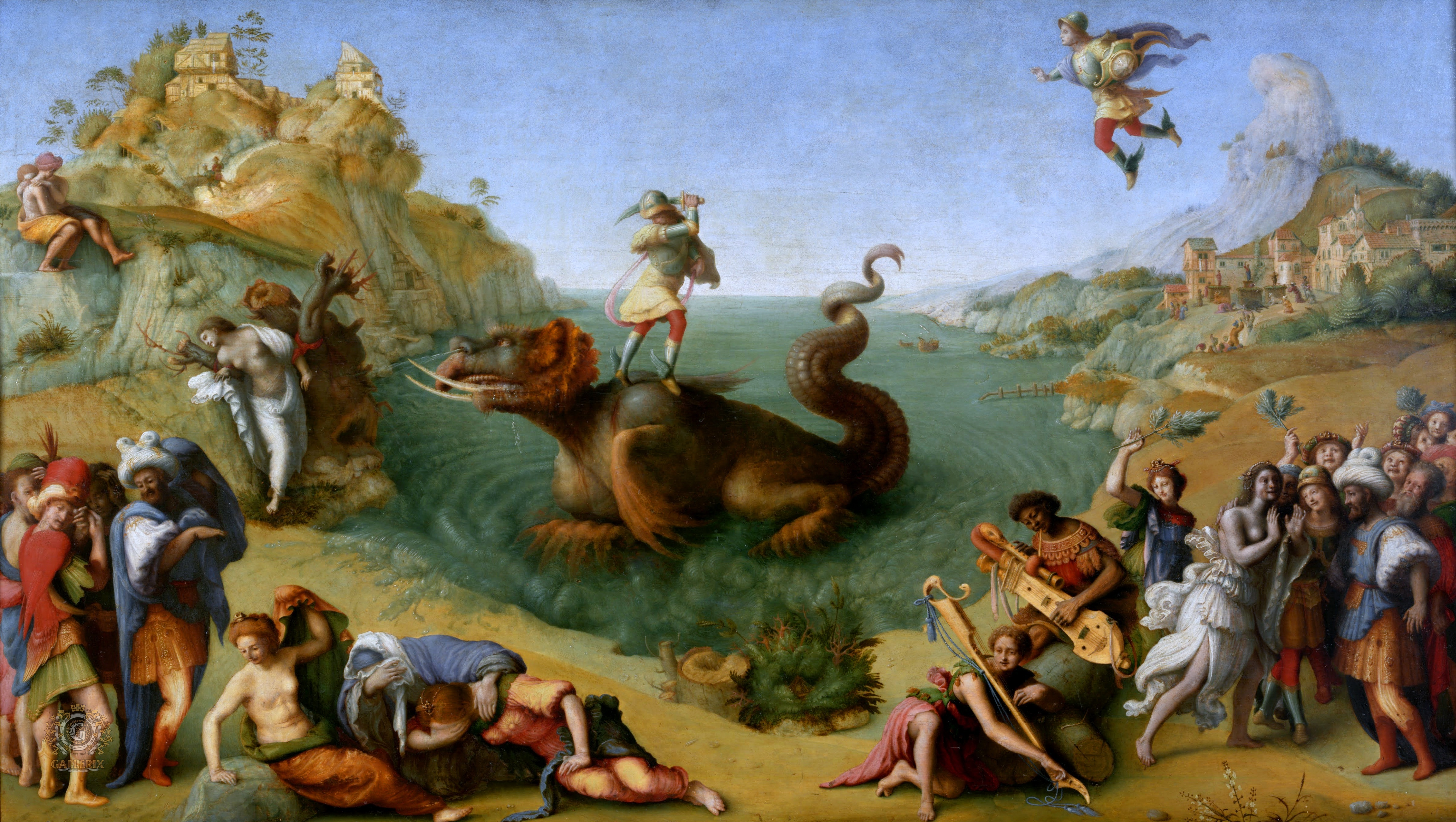
Persée libérant Andromède par Piero di Cosimo, vers 1510, l'une des rares peintures de chevalet antérieures sur le même thème (musée des Offices de Florence).

Dans la mythologie grecque, le royaume d'Éthiopie était gouverné par la belle mais vaniteuse reine Cassiopée ; elle soutenait que sa beauté, et celle de sa fille Andromède, était supérieure à celle des Néréides, qui étaient les filles de Poséidon, le dieu de la mer. Lorsque les nymphes ont eu connaissance de ses paroles, elles ont protesté auprès de leur père, qui a riposté en appelant un Cetus, un monstre marin pour ravager la côte éthiopienne, mettant le royaume de Cassiopée en danger. Sur les conseils de Jupiter Ammon, la reine, avec son mari Céphée, décide de sacrifier sa fille Andromède au monstre. Persée, de retour après avoir tué la gorgone Méduse, tue le monstre et sauve Andromède, qu'il épouse ensuite.
Titien suit Ovide assez fidèlement>. Persée avait reçu son épée courbée de Mercure et son bouclier de Minerve. Comme Mercure, il porte des bottes ailées, ainsi qu'un casque ailé.
Quelques années plus tard, probablement vers 1558, Titien peint pour la tante de Philippe, Marie de Hongrie, une Sainte Marguerite et le Dragon (aujourd'hui au Prado) qui, avec le retrait de Persée, plus de vêtements et une croix portée par sainte Marguerite, représente à peu près la même situation, avec une falaise, la mer et une ville à travers une baie.

## Copies
La peinture n'a pas été copiée par Titien ou son atelier, comme l'étaient les deux premières poésies, mais des copies ultérieures existent. Lorsque Philippe II a donné le tableau, une copie a été faite pour la collection royale espagnole, qui en 1882 a été envoyée au musée de Gérone, en  Espagne. Le musée de l'Ermitage en possède un exemplaire ayant probablement appartenu au prince Eugène de Savoie. Le musée Ingres de Montauban, en France, possède une copie du XVIIe siècle autrefois au château de Versailles, où elle a été enregistrée en 1683.

## Série mythologique desPoesie
- Danaë, livrée à Philippe II en 1553, aujourd'hui à Aspley House (Wellington Collection), avec des versions antérieures et ultérieures.
- Vénus et Adonis, Musée du Prado, livré 1554, et plusieurs autres versions
- Persée et Andromède, Wallace Collection, v. 1554-1556.
- Diane et Actéon, 1556-1559, propriété conjointe de la National Gallery de Londres et de la National Gallery of Scotland d'Édimbourg.
- Diana et Callisto, 1556-1559, propriété conjointe de la National Gallery de Londres et de la Galerie nationale d'Écosse d'Édimbourg.
- L'Enlèvement d'Europe, v. 1560-1562, Musée Isabella Stewart Gardner, Boston.
- La Mort d'Actéon, National Gallery, jamais livrée, et souvent non comptée dans la série, vers 1559.

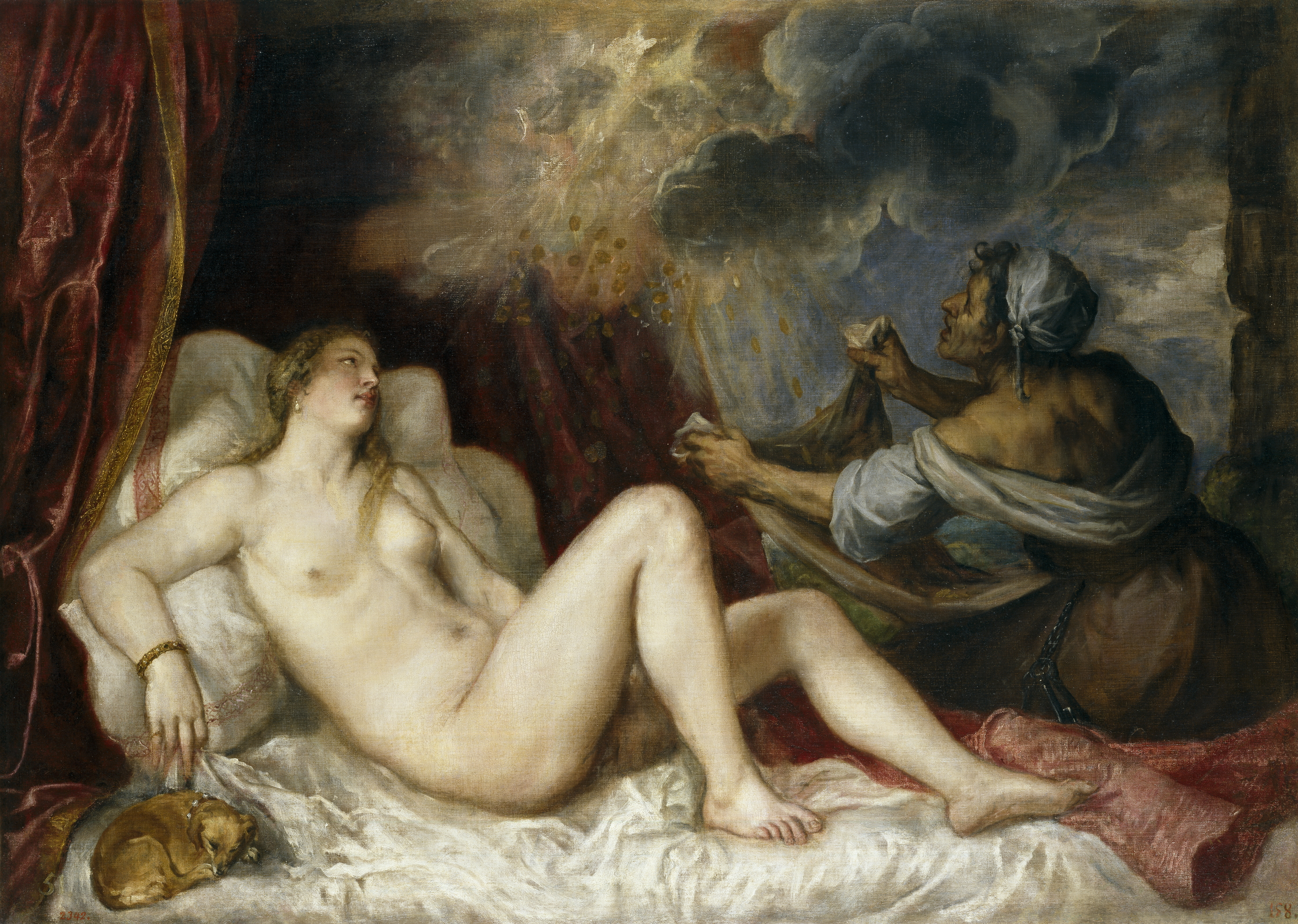
Danaé.
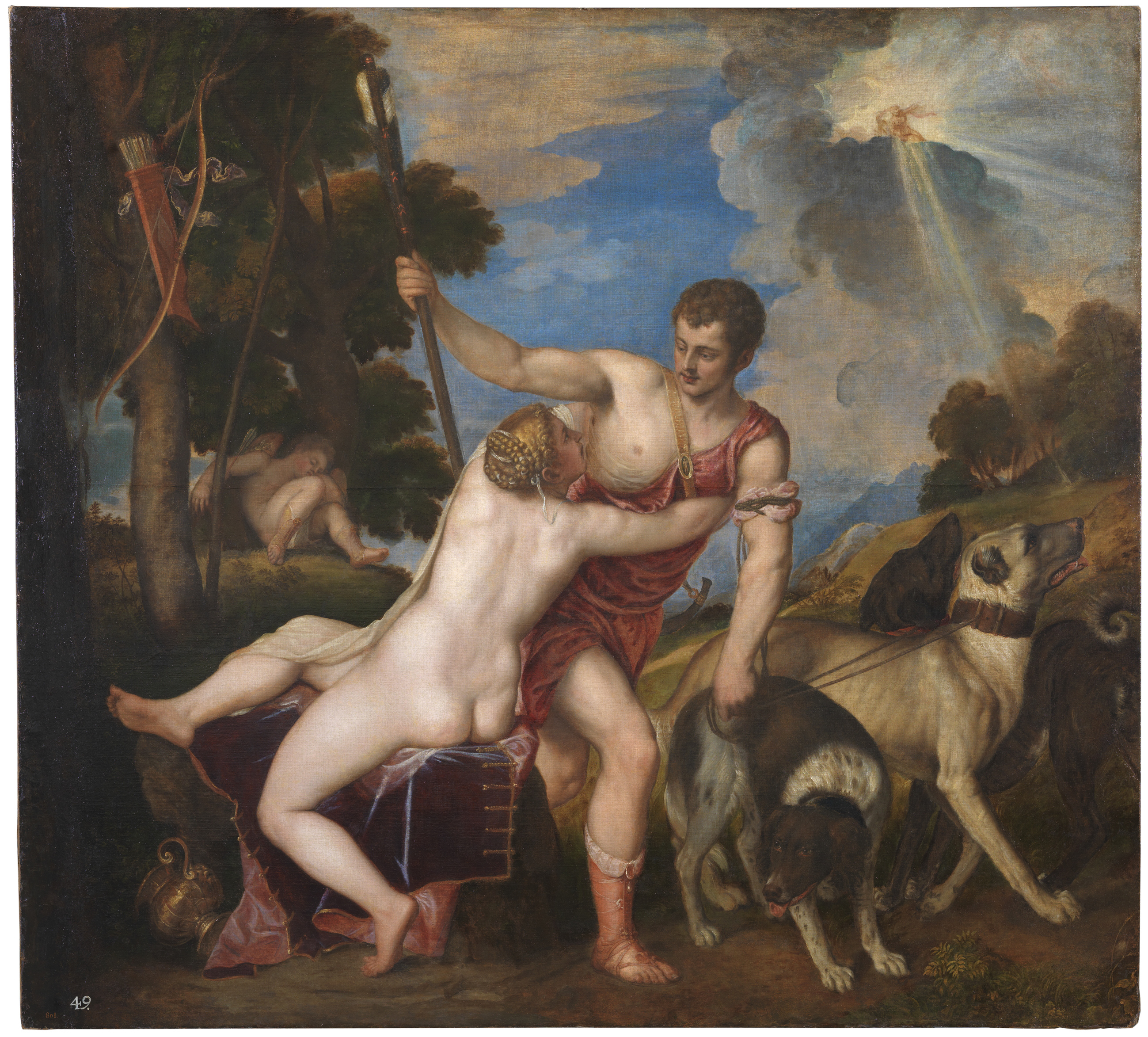
Vénus et Adonis.
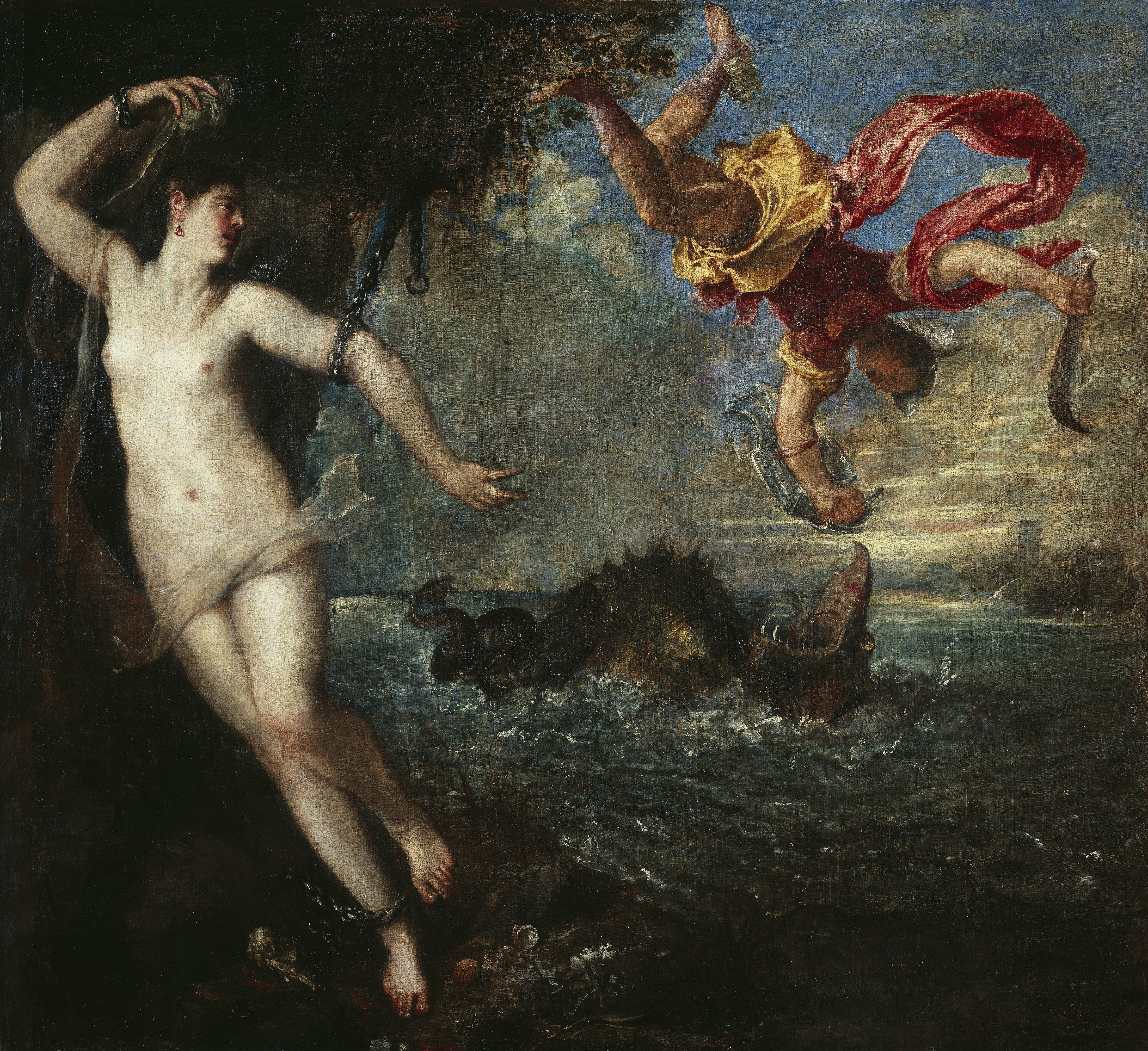
Persée et Andromède.
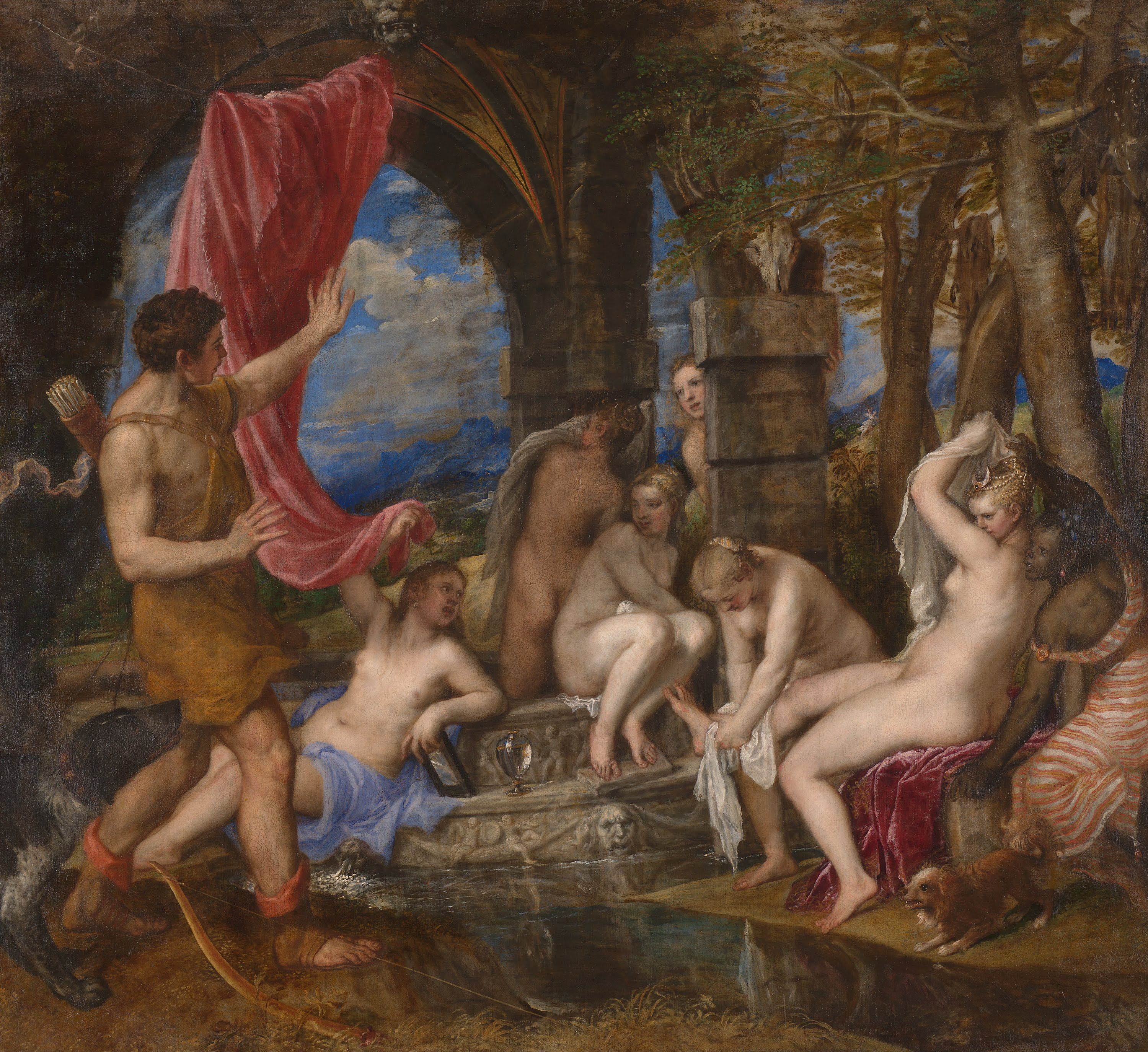
Diane et Actéon.
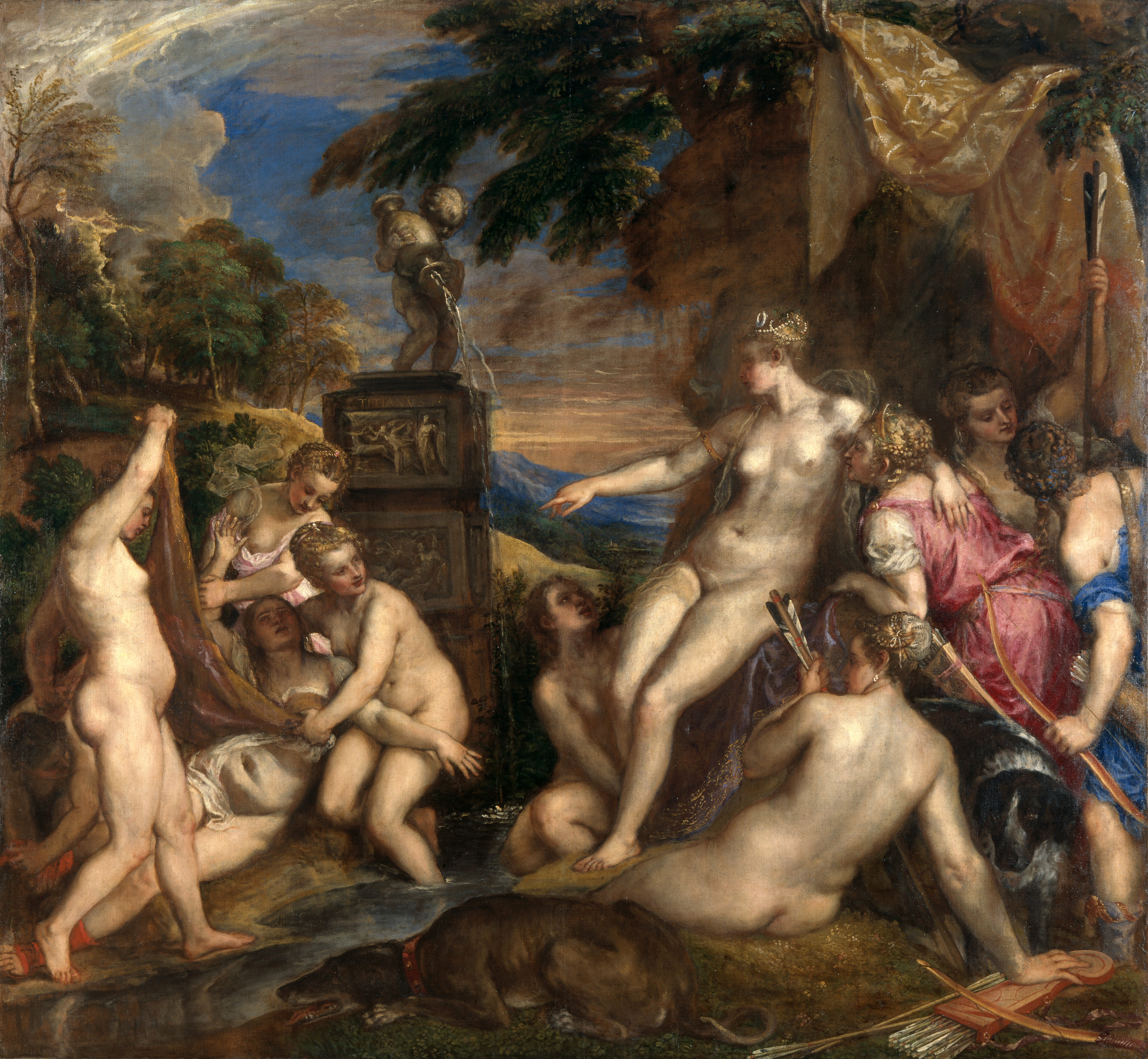
Diane et Callisto.
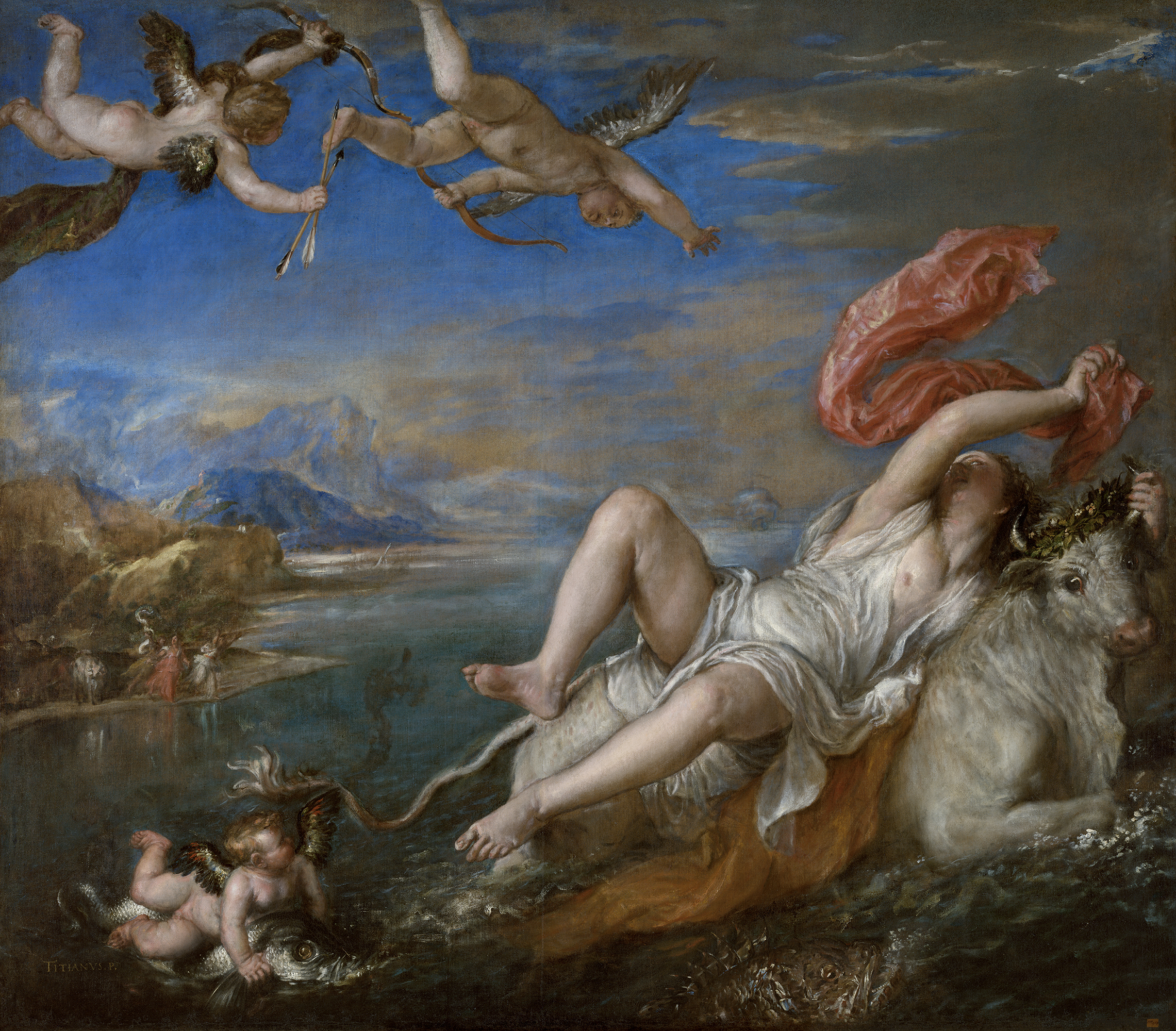
Le Rapt d'Europe.
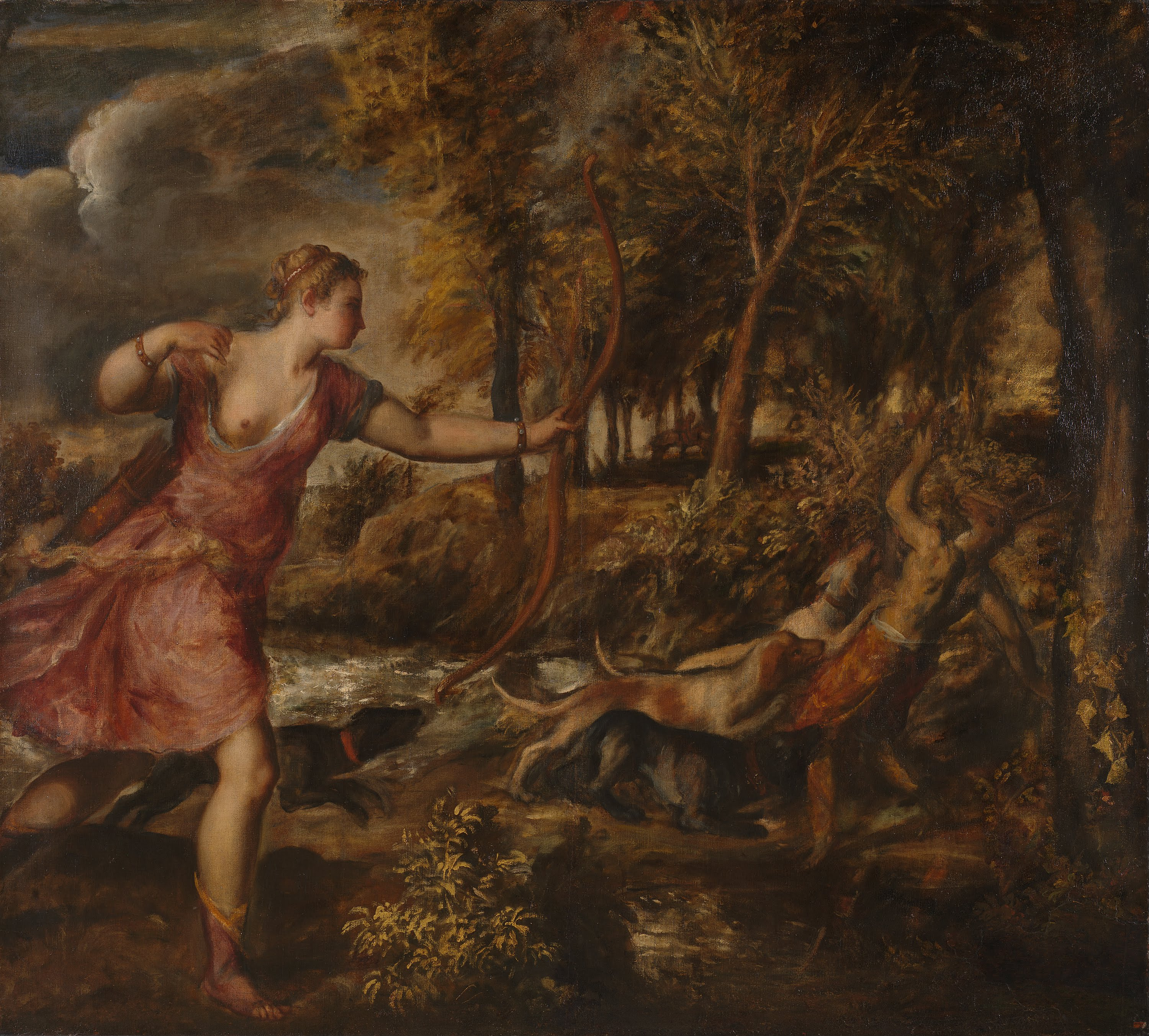
La Mort d'Actéon.